# Алессіо Краньйо
Алессіо Краньйо (італ. Alessio Cragno, нар. 28 червня 1994, Ф'єзоле) — італійський футболіст, воротар клубу «Монца», який на правах оренди грає за «Сассуоло».
Виступав у складі національної збірної Італії. 

## Клубна кар'єра
Народився 28 червня 1994 року в місті Ф'єзоле. Розпочав грати в футбол в «Поліспортіва Сієчі», аматорській команді з Сієчі, недалеко від Флоренції. У віці 13 років він перейшов в академію клубу «Католіка Віртус», в якій в минулому робили свої перші кроки Паоло Россі і Андреа Барцальї.
Там молодого гравця помітили скаути «Брешії», і в сезоні 2009-10 років молодий воротар перебрався до цього клубу, де став виступати за молодіжну команду. Після того як влітку 2012 року з команди пішов Нікола Леалі, Краньйо був переведений в першу команду. Дебютував в Серії В 25 вересня 2012 року в віці 18 років в матчі проти «Модени» (2:1). Всього в першому сезоні молодий голкіпер зіграв у двох матчах і пропустив три голи, програючи конкуренцію Мікеле Аркарі, але в наступному сезоні Краньйо став основним воротарем і провів 30 матчів в другому дивізіоні.
Впевнена гра Алессіо зацікавила клуб вищого дивізіону «Кальярі», куди 12 липня 2014 року Краньйо і перейшов з 1 млн євро, підписавши контракт на чотири роки. 23 серпня 2014 року він дебютував за нову команду в грі проти Катанії в третьому раунді Кубка Італії, зумівши зберегти ворота «сухими». 21 вересня 2014 року в 20 років, дебютував в Серії А в матчі проти «Роми» (0:2) на «Стадіо Олімпіко». Після цього матчу він виграв конкуренцію у Сімоне Коломбі і половині сезону провів у статусі основного воротаря клубу. Але після прибуття в січні 2015 року до клубу Желько Бркича, Краньйо втратив місце у воротах і другу половину сезону провів на лаві запасних, а клуб вилетів з Серії А.
Проте і в другому дивізіоні Краньйо не зміг повернути собі статус основного голкіпера, оскільки до команди прийшов переможець Ліги чемпіонів та багаторазовий чемпіон Італії Марко Сторарі, який і став першим номером. Через це Краньйо зіграв свій перший матч у новому сезоні лише 3 грудня 2015 року в четвертому раунді Кубка Італії проти «Сассуоло» (1:0), після чого зіграв лише ще в одній грі кубка.
У січні 2016 року Краньйо було віддано в оренду в «Віртус Ланчано» з Серії В, щоб отримати ігрову практику. Алессіо дебютував за новий клуб 30 січня 2016 року в матчі з «Трапані» (0:3). Всього молодий голкіпер зіграв 18 матчів у чемпіонаті, але, не дивлячись на високі показники команди, вона вилетіла до Леги Про після поразки в плей-аут проти «Салернітани».
Повернувшись в Кальярі, 9 червня 2016 року Краньйо підписав новий 4-річний контракт з клубом і вже 15 липня був відданий в оренду в «Беневенто», що тільки-но пробилось до Серії В. Він дебютував за клуб 7 серпня в другому раунді Кубка Італії проти «Салернітани», програвши в серії пенальті. За сезон Краньйо 39 матчів, в яких пропустив лише 32 голи і допоміг команді виграти плей-оф та вперше в своїй історії вийти до Серії А.
Утім сезон 2017/18 Краньйо розпочав в елітному італійському дивізіоні, однак не у складі новачка ліги, а як основний воротар «Кальярі», до якого його повернули з оренди.
2022 року знову був відданий в оренду до «Монци». Протягом сезону 2022/23 взяв участь лише в одній грі Серії A, утім по його завершенні клуб викупив його контракт за 3,6 мільйонів євро.
А вже за декілька тижнів після переходу на правах оренди з правом викупу перейшов до «Сассуоло».

## Виступи за збірні
2009 року дебютував у складі юнацької збірної Італії, взяв участь у 26 іграх на юнацькому рівні, пропустивши 29 голів.
Протягом 2012—2013 років залучався до складу молодіжної збірної Італії до 20 років.
4 червня 2014 року дебютував у молодіжній збірній до 21 року, замінивши Франческо Барді в товариському матчі проти Чорногорії (4:0). В подальшому був основним воротарем у кваліфікації на молодіжне Євро-2017, допомігши команді кваліфікуватись у фінальний турнір, проте на самому турнірі так і не зіграв жодного матчу, програвши конкуренцію Джанлуїджі Доннаруммі, а його команда досягла півфіналу. Загалом на молодіжному рівні зіграв у 21 офіційному матчі, пропустив 4 голи.
Восени 2020 року дебютував в іграх у складі національної збірної Італії. Свою другу і останню гру за національну команду провів у травні 2021 року.

## Статистика виступів

### Статистика клубних виступів
Станом на 15 липня 2023 року
| Сезон               | Команда             | Чемпіонат           | Чемпіонат | Чемпіонат | Національний кубок | Національний кубок | Національний кубок | Континентальні кубки | Континентальні кубки | Континентальні кубки | Інші змагання | Інші змагання | Інші змагання | Усього | Усього |
| Сезон               | Команда             | Ліга                | Ігор      | Голів     | Ліга               | Ігор               | Голів              | Ліга                 | Ігор                 | Голів                | Ліга          | Ігор          | Голів         | Ігор   | Голів  |
| ------------------- | ------------------- | ------------------- | --------- | --------- | ------------------ | ------------------ | ------------------ | -------------------- | -------------------- | -------------------- | ------------- | ------------- | ------------- | ------ | ------ |
| 2012–13             | «Брешія»            | B                   | 2         | -3        | КІ                 | 0                  | -0                 |                      | -                    | -                    |               | -             | -             | 2      | -3     |
| 2013–14             | «Брешія»            | B                   | 30        | -41       | КІ                 | 1                  | -1                 |                      | -                    | -                    |               | -             | -             | 31     | -42    |
| Усього за «Брешію»  | Усього за «Брешію»  | Усього за «Брешію»  | 32        | -44       |                    | 1                  | -1                 |                      | -                    | -                    |               | -             | -             | 33     | -45    |
| 2014–15             | «Кальярі»           | A                   | 14        | -26       | КІ                 | 2                  | -4                 |                      | -                    | -                    |               | -             | -             | 16     | -30    |
| 2015–16             | «Кальярі»           | B                   | 0         | -0        | КІ                 | 2                  | -3                 |                      | -                    | -                    | -             | -             | -             | 2      | -3     |
| 2015–16             | «Віртус Ланчано»    | B                   | 18+2      | -24 + -5  | КІ                 | -                  | -                  |                      | -                    | -                    |               | -             | -             | 20     | -29    |
| 2016–17             | «Беневенто»         | B                   | 33+5      | -30 + -2  | КІ                 | 1                  | -0                 | -                    | -                    | -                    | -             | -             | -             | 39     | -32    |
| 2017–18             | «Кальярі»           | A                   | 29        | -47       | КІ                 | 1                  | -1                 |                      | -                    | -                    |               | -             | -             | 30     | -48    |
| 2018–19             | «Кальярі»           | A                   | 38        | -54       | КІ                 | 2                  | -3                 |                      | -                    | -                    |               | -             | -             | 40     | -57    |
| 2019–20             | «Кальярі»           | A                   | 16        | -21       | КІ                 | 0                  | 0                  |                      | -                    | -                    |               | -             | -             | 16     | -21    |
| 2020–21             | «Кальярі»           | A                   | 34        | -53       | КІ                 | 0                  | 0                  |                      | -                    | -                    |               | -             | -             | 34     | -53    |
| 2021–22             | «Кальярі»           | A                   | 35        | -63       | КІ                 | 1                  | -1                 |                      | -                    | -                    |               | -             | -             | 36     | -64    |
| Усього за «Кальярі» | Усього за «Кальярі» | Усього за «Кальярі» | 166       | -264      |                    | 8                  | -12                |                      | -                    | -                    |               | -             | -             | 174    | -276   |
| 2022–23             | «Монца»             | A                   | 1         | -3        | КІ                 | 3                  | -5                 | -                    | -                    | -                    | -             | -             | -             | 4      | -8     |
| 2023–24             | «Сассуоло»          | A                   | 0         | 0         | КІ                 | 0                  | 0                  | -                    | -                    | -                    | -             | -             | -             | 0      | 0      |
| Усього за кар'єру   | Усього за кар'єру   | Усього за кар'єру   | 256       | -373      |                    | 13                 | –                  |                      | -                    | -                    |               | -             | -             | 269    | -392   |

### Статистика виступів за збірну
Станом на 15 липня 2023 року
| Дата      | Місто     | Господарі | Результат | Гості      | Турнір           | Голи | Примітки |
| --------- | --------- | --------- | --------- | ---------- | ---------------- | ---- | -------- |
| 7-10-2020 | Флоренція | Італія    | 6 – 0     | Молдова    | товариський матч | -    | 67'      |
| 28-5-2021 | Кальярі   | Італія    | 7 – 0     | Сан-Марино | товариський матч | -    | 62'      |
| Усього    |           | Матчів    | 2         |            | Голів            | 0    |          |

| Дата       | Місто                     | Господарі | Результат | Гості      | Турнір                             | Голи | Примітки |
| ---------- | ------------------------- | --------- | --------- | ---------- | ---------------------------------- | ---- | -------- |
| 4-6-2014   | Кастель-ді-Сангро         | Італія    | 4 – 0     | Чорногорія | Товариський матч                   | -    | 67'      |
| 12-8-2015  | Телкі                     | Угорщина  | 0 – 0     | Італія     | Товариський матч                   | -    | 46'      |
| 8-9-2015   | Реджо-нель-Емілія         | Італія    | 1 – 0     | Словенія   | Кваліфікація молодіжного Євро-2017 | -    |          |
| 8-10-2015  | Копер (Словенія)          | Словенія  | 0 – 3     | Італія     | Кваліфікація молодіжного Євро-2017 | -    |          |
| 13-10-2015 | Віченца                   | Італія    | 1 – 0     | Ірландія   | Кваліфікація молодіжного Євро-2017 | -    |          |
| 13-11-2015 | Новий Сад                 | Сербія    | 1 – 1     | Італія     | Кваліфікація молодіжного Євро-2017 | -1   |          |
| 17-11-2015 | Кастель-ді-Сангро         | Італія    | 2 – 0     | Литва      | Кваліфікація молодіжного Євро-2017 | -    |          |
| 10-8-2016  | Сан-Бенедетто-дель-Тронто | Італія    | 0 – 0     | Албанія    | Товариський матч                   | -    | 46'      |
| 2-9-2016   | Віченца                   | Італія    | 1 – 1     | Сербія     | Кваліфікація молодіжного Євро-2017 | -1   |          |
| 6-9-2016   | Ла-Спеція                 | Італія    | 3 – 0     | Андорра    | Кваліфікація молодіжного Євро-2017 | -    |          |
| 11-10-2016 | Каунас                    | Литва     | 0 – 0     | Італія     | Кваліфікація молодіжного Євро-2017 | -    |          |
| 14-11-2016 | Бергамо                   | Італія    | 0 – 0     | Данія      | Товариський матч                   | -    |          |
| Усього     |                           | Матчів    | 12        |            | Голів                              | -2   |          |